# Майкл ван Гервен
Майкл ван Гервен (нід. Michael van Gerwen, МФА: [ˈmɑikəl vɑn ˈɣɛrʋən], нар. 25 квітня 1989 року в місті Бокстел) — нідерландський професійний гравець у дартс, триразовий чемпіон світу PDC (2014, 2017, 2019). У 2014 році у віці 24 років Майкл вперше завоював титул чемпіона світу, ставши наймолодшим чемпіоном світу PDC. Багато експертів вважають ван Гервена другим найсильнішим гравцем в історії після Філа Тейлора. Також Ван Гервен наймолодший гравець, що завершив лег за 9 дротиків (17 років і 298 днів).

## Ранні роки
До того як стати дартсменом, Майкл грав у футбол на позиції захисника і працював плиточником. У 16 років він виграв свій перший професійний турнір, після чого його кар'єра пішла в гору.

## Кар'єра вPDC
Чемпіонат світу PDC (2019) спортсмен розпочав як номер 1 рейтингу PDC Order of Merit. У фіналі змагань ван Гервен переміг англійського гравця Майкла Сміта з рахунком 7-3, і такім чином здобув свій третій титул чемпіона світу PDC.